# Afreumenes nigrorufus
Afreumenes nigrorufus är en stekelart som beskrevs av Giordani Soika 1968. Afreumenes nigrorufus ingår i släktet Afreumenes och familjen Eumenidae. Inga underarter finns listade i Catalogue of Life.